# Anna Bach
Anna Bach (Nummi, 1973) es una arquitecta finlandesa radicada en España.

## Biografía
Anna Bach nació en la localidad finlandesa de Nummi, al sur del país. Cursó la licenciatura en Arquitectura en la Universidad Politécnica de Helsinki y, ya en España, realizó el máster en Teoría y Práctica del Proyecto por la Universidad Politécnica de Cataluña. Residente en Barcelona, es también profesora e investigadora en EINA, Centro Universitario de Diseño y Arte de Barcelona; así como profesora invitada en la Universidad de las Américas en Santiago de Chile, en la University of Antwerp y “Ruth and Norman Moore Visiting Professor of Architecture” en la Washington University in St Louis, EEUU. Ha formado parte de los jurados de críticas finales en universidades como la Architectural Association (Londres, Reino Unido), la Accademia di Architettura di Mendrisio (Suiza), la ETH en Zurich (Suiza), la HafenCity University Hamburg (Alemania) o la Tulane School of Architecture (EEUU).
Ejerce profesionalmente como arquitecta en el estudio compartido con su pareja Eugeni Bach A&EB. En 2021 ha sido co-comisaria en la XV Bienal Española de Arquitectura y Urbanismo,en 2023 comisaria de la exposición “Human Traces – World Heritage” en el Alvar Aalto Museum de Jyväskylä, Finlandia y es Presidenta de los Premios FAD en 2018.
Su obra, pionera en buscar modelos alternativos a la gran construcción, ha sido premiada, entre otros, con el Premio FAD Internacional, el FAD obra efímera y el FAD de la Opinión en cuatro ocasiones, el Premio internacional AJAC, nominada a los Premios Mies van der Rohe así como al Iakov Chernikhov International Prize for Young Architects en 2015. Además, ha participado en varias ediciones de la Bienal Española de Arquitectura y Urbanismo y la Bienal Iberoamericana de Arquitectura y Urbanismo. 
Su obra ha sido expuesta, entre otras, en sedes como la Trienal de Arquitectura de Lisboa (2020), el Pabellón de España de la Bienal de Venecia (2023 y 2016), el Centro de Cultura Contemporánea de Barcelona (2015) o la Cité de l'Architecture et du Patrimoine de París (2009).

## Exposiciones
- 2023-2024. “Human Traces – World Heritage”[6] en el Museo Aalto2 / Alvar Aalto Museum + Museum of Central Finland, Jyväskylä, Finlandia. Comisaria, junto a Eugeni Bach.
- 2022. XV Bienal Española de Arquitectura y Urbanismo. Directora y comisaria, junto a Eugeni Bach y Óscar Miguel Ares.[7]

## Obras destacadas
- Green House, en Barcelona, España (2024)[8]
- Casa Alesan,[9] Barcelona, España (2023).
- Siete Vidas, Barcelona, España (2021).
- Firal de Olot, Girona, España (2022).
- Dirk y la fábrica de chocolate,  Girona, España (2020).
- Mies Missing Materiality,[10] Barcelona, España (2017).
- Casa en Gaüses, Girona, España (2008).

## Premios y reconocimientos
A lo largo de su trayectoria profesional, ha recibido numerosas menciones, entre las que destacan:
- 2024 CITY'SCAPE Award 2024, por Ferial de Olot[12][13]
- 2024 Premis Catalunya Construcció 2024, por Casa Dolors Alesan[14][15]
- 2024 Seleccionado Premio FAD Internacional, por HUMAN TRACES - WORLD HERITAGE[16][17]
- 2023 Finalista XVI Bienal Española de Arquitectura y Urbanismo, por Firal de Olot.
- 2021 Seleccionado European Award for Architectural Heritage Intervention, por Dirk y la Fábrica de Chocolate.
- 2021 Finalista Premios FAD, por Sticks and Stones.
- 2019 Premio FAD Intervenciones Efímeras, por Mies Missing Materiality.
- 2019 Premio FAD de la Opinión Intervenciones Efímeras, por Mies Missing Materiality.
- 2018 Finalista XIV Bienal Española de Arquitectura y Urbanismo, por Mies Missing Materiality.
- 2016 Finalista XIII Bienal Española de Arquitectura y Urbanismo, por la Casa MMMMMS.
- 2015 Nominados Iakov Chernikhov International Prize for Young Architects.
- 2014 Nominados Premio Mies van der Rohe por la Casa MMMMMS.
- 2014 Premio FAD Internacional, por La Casita.
- 2014 Premio FAD Internacional de la Opinión, por La Casita.
- 2014 Premio FAD de la Opinión en Interiorismo, por Oak Showroom.
- 2009 Finalista X Bienal Española de Arquitectura y Urbanismo. “Casa en Gaüses”.
- 2008 Premio FAD de la Opinión 2008, “Casa en Gaüses”
- 2004 Premio Internacional AJAC para jóvenes arquitectos.

## Publicaciones
- 2022. "Anna & Eugeni Bach. Colección el material de lo construido". Hernán Bisman y Fredy Massad. Ed. Bisman Ediciones y QUT Ediciones
- 2019. "Mies Missing Materiality". Anna & Eugeni Bach, Ivan Blasi (coordinació). Ed. Fundació Mies van der Rohe
- 2015. "Más vivienda por menos". A. Bach, E. Bach. Ed. Arquia/contextos.
- 2013. "scalae architecture + architects ebook collection nº 4." Felix Arranz, Anna Bach (ilustración) Ed. Scalae.